# Styela montereyensis
Styela montereyensis är en sjöpungsart som först beskrevs av Dall 1872.  Styela montereyensis ingår i släktet Styela och familjen Styelidae. Inga underarter finns listade i Catalogue of Life.